# Jeffrey Frankel
Jeffrey Alexander Frankel (* 5. November 1952 in San Francisco) ist ein US-amerikanischer Wirtschaftswissenschaftler und Hochschullehrer.

## Werdegang, Forschung und Lehre
Frankel studierte zunächst am Swarthmore College, an dem er 1974 einen Bachelor of Arts in Wirtschaftswissenschaft erwarb. 1978 graduierte er als Ph.D. am Massachusetts Institute of Technology. Nach einem Jahr als Assistant Professor an der University of Michigan wechselte er 1979 an die University of California, Berkeley. Dort war er ab 1984 Associate Professor, 1987 wurde er zum ordentlichen Professor berufen. 1986 wurde er Forschungsstipendiat der Alfred P. Sloan Foundation (Sloan Research Fellow). 1999 folgte er einem Ruf der Harvard University und forscht und lehrt seither an der Harvard Kennedy School.
Zwischen 1983 und 1984 gehörte Frankel dem Council of Economic Advisers von US-Präsident Ronald Reagan an. 1996 kehrte er unter US-Präsident Bill Clinton in das Gremium zurück und war bis 1997 Chefökonom, bis 1999 gehörte er anschließend noch als einfaches Mitglied dem Gremium an. Zudem war er zeitweise beratend für den Internationalen Währungsfonds und die Weltbank tätig. Zwischen 2002 und 2015 saß er im Advisory Panel der Federal Reserve Bank of New York, zwischen 1999 und 2014 war er Berater der Federal Reserve Bank of Boston. Zwischen 1992 und 2017 war er Gründungsdirektor des Programms für Weltwirtschaft und Makroökonomie des National Bureau of Economic Research. Frankel ist seit 1995 Mitglied des Council on Foreign Relations. 
Die Schwerpunkte in Frankels Arbeit liegen auf Weltwirtschaft, internationalem Handel und Makroökonomie, dabei setzt er sich insbesondere mit Fragen zu Geld- und Steuerpolitik, Währungen, Wirtschaftskrisen und Umweltfragen auseinander.

## Werke
Die folgende Auflistung gibt eine Auswahl von Frankels veröffentlichten Büchern wieder, zudem hat er zahlreiche Zeitschriftenartikel und Arbeitspapiere verfasst.
- World Trade and Payments: An Introduction mit Richard Caves und Ronald W. Jones, 10. Auflage 2007
- Regional Trading Blocs in the World Trading System, 1997
- Financial Markets and Monetary Policy, 1995
- Does Foreign Exchange Intervention Work? mit Kathryn Dominguez, 1993
- On Exchange Rates, 1993